# Svjetla velegrada
Svjetla velegrada (engleski City Lights) je slavna američka nijema komedija s dodirom drame iz 1931. koju je režirao Charles Chaplin prema vlastitom scenariju. Radnja se vrti oko skitnice koji u velegradu želi pomoći siromašnoj slijepoj djevojci u koju se zaljubio. Chaplinov „Cirkus“ iz 1928. je bio njegov posljednji film prije pojave zvučnog razdoblja u filmovima, ali je on ipak i „Svjetla velegrada“ snimio kao nijemi film pošto je tada bio jako utjecajan u Hollywoodu. „Svjetla velegrada“ se nalaze i na listi 250 najboljih filmova kinematografije na siteu IMDb.com.

## Filmska ekipa
Režija: Charles Chaplin
Glume: Charles Chaplin (Skitnica), Virginia Cherrill (Slijepa djevojka), Florence Lee (Baka djevojke), Harry Myers (Ekscentrični milijunaš), Al Ernest Garica (Butler) i dr.

## Radnja
Usred modernog grada organizirana je neka svečanost radi svečane prezentacije jednog spomenika. No kada se podignu zastori otkriju skitnicu kako spava na spomeniku, pa ga gomila otjera. Uvijek siromašni i jednostavni skitnica upozna slijepu djevojku koja prodaje cvijeće na ulici te se zaljubi u nju. Djevojka čuje zvuk raskošne limunzine te slučajno zamijeni skitnicu za milijunaša. Ona mu pokaže svoj stan u kojem živi s bakom. Skitnica otkriva da joj treba velika svota novca za operaciju uz pomoć koje bi opet mogla progledati, pa joj odluči nekako pomoći.
Jedne noći slučajno spasi život pijanog milijunaša koji se je htio utopiti u rijeci te mu ovaj postane prijatelj. Oni se zabavljaju i vesele, no samo dok je milijunaš pijan – kada ujutro otrijezni ne prepoznaje skitnicu te ga da izbaciti iz svoje kuće. Skitnica pronađe male honorarne poslove, kao što je čiščenje ulice, ali uvijek dobiva otkaz. Jednom se prijavi na natječaj boksanja kako bi osvojio glavnu novčanu nagradu, ali izgubi usprkos hrabroj borbi. Opet sretne pijanog milijunaša koji mu odluči dati novac. No zbog nesporazuma biva optužen za krađu, uhićen od policije i stavljen u zatvor, ali ne prije nego što djevojci da novac za operaciju. Nakon nekoliko godina, skitnica biva pušten iz zatvora. Hoda ulicama bez cilja sve dok slučajno ponovno ne sretne djevojku, koja je progledala nakon operacije. Pošto ga nikada nije vidjela, ona ga ne prepozna. No onda ga dotakne i čuje njegov glas te ga prepozna i prvi put ugleda, te shvati da nije bogataš nego običan skitnica.

## Zanimljivosti
- Orson Welles je izjavio da mu je ovo najdraži film.
- Charles Chaplin je scenu u kojoj skitnica kupuje cvijeće od slijepe djevojke snimio čak 342 puta jer nije mogao naći zadovoljavajući način kako prikazati da je ona umislila da je on bogat.
- Iako je bio velik pritisak da snimi „Svjetla velegrada“ kao zvučni film, Chaplin je ipak odlučio snimiti ga kao nijemi film. Svoj prvi zvučni film snimit će tek 1940. – to je „Veliki diktator“.
- “Svjetla velegrada“ su film kojeg je Chaplin najduže snimao – bio je u produkciji od 31. prosinca 1927. do 22. siječnja 1931. Ipak, snimljen je za samo 180 dana.
- Virginia Cherrill je često kasnila na snimanje filma. Jednom je još jednom zakasnila pa je Chaplin izgubio strpljenje te joj dao otkaz. Odlučio je presnimiti cijeli film s glumicom Georgijom Hale u njenoj ulozi, ali je onda saznao da se budžet filma već previše popeo da bi ga se ponovno snimilo. Na kraju je opet nazvao Cherrill te joj nevoljko pristao udvostručiti honorar ako se vrati, na što je ona pristala.

## Prijem
Orson Welles je izjavio da mu je ovo najdraži film. 1963. časopis Cinema je zamolio Stanleyja Kubricka da nabroji svojih 10 najdražih filmova – „Svjetla velegrada“ našla su se na 5. mjestu. Ruski redtaelj Andrej Tarkovski je također u svojoj listi 10 najdražih filmova 1972. stavio „Svjetla velegrada“ na 5. mjestu. Federico Fellini je priznao da njegov film „Cabirijine noći“ citira ovaj film. Woody Allen je u dokumentarcu „Charlie: The Life and Art of Charles Chaplin“ izjavio da su „Svjetla velegrada“ Chaplinov najbolji film.

## Kritike
Svi kritičari su se složili da su „Svjetla velegrada“ veliki film, jedan od najboljih Chaplinovih filmova koji je uspješno spojio komediju i dramu. Tako je u svojoj recenziji kritičar Bob Bloom napisao: „Najbolji i najdirljiviji kraj u bilo kojem filmu. Chaplinovo remek-djelo miješa komediju i osjećaje; prvo vas tjera nas smijeh a onda vam stvori suzu u oku“. Thomas Delapa također je hvalio film: „Četiri godine nakon što je počelo zvučno razdoblje, Charlie Chaplin je snimio virtuozno odglumljenu tragikomediju koja ga je predstavila u najsentimentalnijem izdanju, ali je on svjedeno genij“, kao i Mark Bourne: „Svjetla velegrada“ su jedan od rijetkih filmova gdje je Chaplin ugradio dobro strukturiranu priču umjesto lanca površno povezanih (makar briljantno izvedenih) komičnih trenutaka. Koliko god bila uspješna i ambiciozna, „Potraga za zlatom“ se doimala epizodično „Moderna vremena“ su onoliko stabilna koliko i Lego kockice...A zadnja scena. Ako vas ona ne dirne, niste prikladni za normalno društvo“.
U svojoj listi velikih filmova, Roger Ebert je ovo zapisao o filmu; „Ako bi se mogao sačuvati samo jedan Chaplinov film, „Svjetla velegrada“ bi se najviše približila do te točke u kojoj predstavlja najrazličitije varijacije njegovog genija. Film sadrži slapstick, patos, pantomimu, savršenu fizičku koordinaciju, melodramu, dostojanstvo te naravno skitnicu – lik koji je vjerojatno najpoznatija osoba na svijetu...U „Svjetlima velegrada“ jedini prijatelji skitnice su oni ljudi koji ga ne vide ili ne mogu vidjeti ispravno; pijani milijunaš koji ga ne prepoznaje kada se otrijezni, te slijepa djevojka. Njegov ofrcani izgled ga odvaja te čini da ga ljudi izbjegavaju i stavljaju u stereotip; skitnica nije jedan od nas. Za razliku od likova Keatona, koji imaju poslove te sudjeluju u društvenom životu, skitnica je izoliran otuđenik i usamljena osoba...Pošto sam nedavno ponovno pogledao „Svjetla velegrada“ i „Moderna vremena“, još uvijek sam očaran njihovim čarima. Chaplinov talent je zbilja bio čaroban“.

## Vanjske poveznice
- Svjetla velegrada u internetskoj bazi filmova IMDb-a
- Recenzije na Rottentomatoes.com
- Filmsite.org
- Veliki filmovi Rogera Eberta  Arhivirana inačica izvorne stranice od 6. lipnja 2011. (Wayback Machine)
- TIME magazin – 100 velikih filmova  Arhivirana inačica izvorne stranice od 22. siječnja 2007. (Wayback Machine)
- All Movie Guide  Arhivirana inačica izvorne stranice od 22. travnja 2006. (Wayback Machine)